# Convolvulus stocksii
Convolvulus stocksii är en vindeväxtart som beskrevs av Pierre Edmond Boissier. Convolvulus stocksii ingår i släktet vindor, och familjen vindeväxter. Inga underarter finns listade i Catalogue of Life.